# Cornelius Loos
Cornelius Loos (Gouda, 1546 – Brussel, 3 februari 1595) was een Nederlandse priester, theoloog, hoogleraar theologie en de eerste katholieke geestelijke die zich uitsprak tegen de heksenvervolging. Hij stond ook bekend onder de naam Losaeus Callidius.
Loos studeerde theologie en filosofie aan de universiteit van Leuven. Door de Nederlandse Opstand waarbij protestanten in opstand kwamen tegen Filips II van Spanje en Leuven in handen van de opstandelingen viel, moest hij als katholiek priester met zijn familie vluchten. Hij promoveerde in 1578 in de theologie aan de Universiteit van Mainz. Daar werd hij hoogleraar en zette zich fel af tegen het protestantisme. 
Hij was auteur van een boek over de Nederlandse Opstand, een gebedsboek, theologische werken gericht tegen het protestantisme, en een Latijns grammaticaboek. In 1585 verhuisde hij naar Trier waar hij heksenprocessen volgde en hierover aan het stadsbestuur schreef. In 1592 wilde hij het boek De vera et falsa magia uitgeven dat gericht was tegen de heksenvervolging en de grondslagen hiervan. Hiermee beledigde hij Petrus Binsfeld, de bisschop van Trier en een van de hoogste vertegenwoordigers in het Heilige Roomse Rijk. Deze liet de uitgave verbieden en liet Loos gevangen zetten. Hij werd gedwongen om op 15 maart 1593 publiekelijk op z'n knieën vergeving voor zijn fouten te vragen ten overstaan van een kerkelijke raad in Brussel waaronder de nuntius. Het manuscript werd door de inquisitie vernietigd en werd driehonderd jaar als verloren beschouwd. Loos kwam onder permanent toezicht en stierf twee jaar later aan de pest.
In 1886 werd het manuscript door George Lincoln Burr gevonden in de jezuïtische bibliotheek in Trier. Zonder titelblad of vermelding van auteur wist Burr het toch tot het werk van Loos te herleiden. Aangenomen wordt dat Loos voor zijn werk beïnvloed was door Johannes Wier. 
- Bibliothèque nationale de France: cb14331831k (data)
- Gemeinsame Normdatei: 119746654
- International Standard Name Identifier: 0000 0001 0856 6875
- Library of Congress Control Number: nr2002020511
- Nationale Bibliotheek van Tsjechië: ola2011661458
- Nationale Bibliotheek van Polen: a0000002595664
- Nederlandse Thesaurus van Auteursnamen: 146304136
- LIBRIS: 374101
- SNAC: w6rr69qn
- Système universitaire de documentation: 170955761
- Virtual International Authority File: 37254973
- WorldCat: E39PBJdrGcH6x7yfYyRwqXbw4q